# テオ・プレナール
テオ・プレナール（Théo Pellenard、1994年3月4日 - ）はフランスのサッカー選手。ポジションはDF。AJオセール所属。

## 経歴
リールに生まれ、2013年12月12日のUEFAヨーロッパリーグ、マッカビ・テルアビブFC戦でプロデビュー。3日後のヴァランシエンヌFC戦でリーグ・アンデビューをした。
2015年8月、リーグ・ドゥのパリFCにレンタル移籍した。
2019年1月、アンジェSCOと1年半契約を結んだ。